# 2002-es Indy Racing League szezon
A 2002-es Indy Racing League szezon volt az IndyCar Series (akkori nevén Indy Racing League vagy egyszerűen IRL) hetedik idénye. Ebben az idényben már több korábbi CART-csapat, mint például a Chip Ganassi Racing vagy a Team Penske is teljes szezonban részt vettek az IRL küzdelmeiben, emellett a Ganassi még érdekelt volt a CART-ban is, tehát kettős terhelés érte a csapatot.
A bajnoki címet zsinórban másodszor az amerikai Sam Hornish, Jr. szerezte meg a brazil Hélio Castroneves előtt, aki ugyancsak egymás után másodszor nyerte meg az Indy 500-at.

## Versenynaptár
Minden verseny oválpályán zajlott.
| #  | Időpont        | Verseny                   | Pálya                            | Helyszín    | Pole-pozíció      | Leggyorsabb kör | Legtöbb kör az élen | Győztes           |
| -- | -------------- | ------------------------- | -------------------------------- | ----------- | ----------------- | --------------- | ------------------- | ----------------- |
| 1  | Március 2.     | Grand Prix of Miami       | Homestead-Miami Speedway         | Homestead   | Sam Hornish Jr.   | Jeff Ward       | Sam Hornish Jr.     | Sam Hornish Jr.   |
| 2  | Március 17.    | Bombardier ATV 200        | Phoenix International Raceway    | Phoenix     | Hélio Castroneves | Robbie Buhl     | Sam Hornish Jr.     | Hélio Castroneves |
| 3  | Március 24.    | Yamaha Indy 400           | California Speedway              | Fontana     | Eddie Cheever     | Tomas Scheckter | Sam Hornish Jr.     | Sam Hornish Jr.   |
| 4  | Április 21.    | Firestone Indy 225        | Nazareth Speedway                | Nazareth    | Gil de Ferran     | Tomas Scheckter | Gil de Ferran       | Scott Sharp       |
| 5  | Május 26.      | 86th Indianapolis 500     | Indianapolis Motor Speedway      | Speedway    | Bruno Junqueira   | Tomas Scheckter | Tomas Scheckter     | Hélio Castroneves |
| 6  | Június 8.      | Boomtown 500              | Texas Motor Speedway             | Fort Worth  | Tomas Scheckter   | Eddie Cheever   | Tomas Scheckter     | Jeff Ward         |
| 7  | Június 16.     | Radisson Indy 225         | Pikes Peak International Raceway | Fountain    | Gil de Ferran     | Felipe Giaffone | Gil de Ferran       | Gil de Ferran     |
| 8  | Június 29.     | SunTrust Indy Challenge   | Richmond International Raceway   | Richmond    | Gil de Ferran     | Buddy Lazier    | Gil de Ferran       | Sam Hornish Jr.   |
| 9  | Július 7.      | Ameristar Casino Indy 200 | Kansas Speedway                  | Kansas City | Tomas Scheckter   | Tomas Scheckter | Tomas Scheckter     | Airton Daré       |
| 10 | Július 20.     | Firestone Indy 200        | Nashville Superspeedway          | Lebanon     | Billy Boat        | Tomas Scheckter | Sam Hornish Jr.     | Alex Barron       |
| 11 | Július 28.     | Michigan Indy 400         | Michigan International Speedway  | Brooklyn    | Tomas Scheckter   | Tomas Scheckter | Tomas Scheckter     | Tomas Scheckter   |
| 12 | Augusztus 11.  | Belterra Casino Indy 300  | Kentucky Speedway                | Sparta      | Sarah Fisher      | Tomas Scheckter | Felipe Giaffone     | Felipe Giaffone   |
| 13 | Augusztus 25.  | Gateway Indy 250          | Gateway International Raceway    | Madison     | Gil de Ferran     | Sam Hornish Jr. | Hélio Castroneves   | Gil de Ferran     |
| 14 | Szeptember 8.  | Delphi Indy 300           | Chicagoland Speedway             | Joliet      | Sam Hornish Jr.   | Buddy Rice      | Sam Hornish Jr.     | Sam Hornish Jr.   |
| 15 | Szeptember 15. | Chevy 500                 | Texas Motor Speedway             | Fort Worth  | Vitor Meira       | Buddy Rice      | Hélio Castroneves   | Sam Hornish Jr.   |

## Versenyzők, csapatok
| Csapat                     | Kasztni | Motor     | #  | Versenyző(k)      | Szponzor(ok)                             | Megjegyzés                                                                                          |
| -------------------------- | ------- | --------- | -- | ----------------- | ---------------------------------------- | --------------------------------------------------------------------------------------------------- |
| Marlboro Team Penske       | Dallara | Chevrolet | 3  | Hélio Castroneves | Marlboro                                 | |
| Marlboro Team Penske       | Dallara | Chevrolet | 6  | Gil de Ferran     | Marlboro                                 | Joliet-ben megsérült, kihagyta a második texasi futamot.                                            |
| Marlboro Team Penske       | Dallara | Chevrolet | 6  | Max Papis         | Marlboro                                 | de Ferrant helyettesítette a második texasi futamon.                                                |
| Panther Racing             | Dallara | Chevrolet | 4  | Sam Hornish Jr.   | Pennzoil                                 | Nem használta a neki egyébként kijáró 1-es rajtszámot.                                              |
| Panther Racing             | Dallara | Chevrolet | 15 | Dan Wheldon       | Pennzoil                                 | Csak Joliet-ben és a második texasi futamon indult.                                                 |
| Kelley Racing              | Dallara | Chevrolet | 7  | Al Unser Jr.      | Corteco/Bryant Heating & Cooling Systems | Nashville-ben és Michiganben nem indult.                                                            |
| Kelley Racing              | Dallara | Chevrolet | 7  | Tony Renna        | Corteco/Bryant Heating & Cooling Systems | Csak Nashville-ben és Michiganben indult.                                                           |
| Kelley Racing              | Dallara | Chevrolet | 8  | Scott Sharp       | Delphi Automotive                        | |
| Kelley Racing              | Dallara | Chevrolet | 78 | Tony Renna        | Kruse International                      | Kentuckytól kezdve minden versenyen indult.                                                         |
| Target Chip Ganassi Racing | G-Force | Chevrolet | 9  | Jeff Ward         | Target/Miami Heat/Energizer              | |
| Target Chip Ganassi Racing | G-Force | Chevrolet | 22 | Kenny Bräck       | Target                                   | Csak Indianapolisban indult.                                                                        |
| Target Chip Ganassi Racing | G-Force | Chevrolet | 33 | Bruno Junqueira   | Target                                   | Csak Indianapolisban indult.                                                                        |
| A. J. Foyt Enterprises     | Dallara | Chevrolet | 11 | Eliseo Salazar    | Banco de Chile                           | Egy fontanai teszt során megsérült, majd Nazarethtől Kansasig minden versenyt kihagyni kényszerült. |
| A. J. Foyt Enterprises     | Dallara | Chevrolet | 11 | Richie Hearn      | A. J. Foyt Enterprises                   | Salazar helyette Nazarethben.                                                                       |
| A. J. Foyt Enterprises     | Dallara | Chevrolet | 11 | Greg Ray          | Harrah's                                 | Salazar helyettese Indianapolistól Kansasig.                                                        |
| A. J. Foyt Enterprises     | Dallara | Chevrolet | 14 | Airton Daré       | Harrah's                                 | |
| A. J. Foyt Enterprises     | Dallara | Chevrolet | 41 | Greg Ray          | Harrah's                                 | Nashville-től Gatewayig indult.                                                                     |
| Mo Nunn Racing             | G-Force | Chevrolet | 17 | Tony Kanaan       | Hollywood Cigarettes                     | Csak Indianapolisban indult.                                                                        |
| Mo Nunn Racing             | G-Force | Chevrolet | 21 | Felipe Giaffone   | Hollywood Cigarettes                     | |
| Team Rahal                 | Dallara | Chevrolet | 19 | Jimmy Vasser      | Miller Lite                              | Csak Fontanában és Indianapolisban indult.                                                          |
| Dreyer & Reinbold Racing   | G-Force | Nissan    | 23 | Sarah Fisher      | Purex/Aventis/Allegra/Smart Blade        | Az első hét versenyből csak Indianapolisban indult ezzel a rajtszámmal.                             |
| Dreyer & Reinbold Racing   | G-Force | Nissan    | 24 | Robbie Buhl       | Purex/Aventis                            | A fontanai időmérő alatt megsérült, emiatt a versenyt és a nazarethi fordulót ki kellett hagynia.   |
| Dreyer & Reinbold Racing   | G-Force | Nissan    | 24 | Memo Gidley       | Purex/Aventis                            | Buhl helyettese Fontanában.                                                                         |
| Dreyer & Reinbold Racing   | G-Force | Nissan    | 24 | Sarah Fisher      | Purex/Aventis                            | Buhl helyettese Nazarethben.                                                                        |
| Team Green                 | Dallara | Chevrolet | 26 | Paul Tracy        | 7-Eleven                                 | Csak Indianapolisban indult.                                                                        |
| Team Green                 | Dallara | Chevrolet | 27 | Dario Franchitti  | 7-Eleven                                 | Csak Indianapolisban indult.                                                                        |
| Team Green                 | Dallara | Chevrolet | 39 | Michael Andretti  | Archipelago/Motorola                     | Csak Indianapolisban indult.                                                                        |
| 310 Racing                 | G-Force | Chevrolet | 30 | George Mack       | 310 Racing                               | Csak Indianapolisban indult.                                                                        |
| 310 Racing                 | G-Force | Chevrolet | 30 | Jeff Ward         | 310 Racing                               | Csak Indianapolisban indult.                                                                        |
| 310 Racing                 | G-Force | Chevrolet | 31 | George Mack       | 310 Racing                               | Indianapolisban Robby Gordon indult az autójával.                                                   |
| Conquest Racing            | Dallara | Nissan    | 34 | Laurent Redon     | Mi-Jack Corporation                      | |
| Blair Racing               | Dallara | Chevrolet | 44 | Alex Barron       | Blair Racing/Rayovac                     | |
| Red Bull Cheever Racing    | Dallara | Nissan    | 51 | Eddie Cheever     | Red Bull                                 | |
| Red Bull Cheever Racing    | Dallara | Nissan    | 52 | Tomas Scheckter   | Red Bull                                 | Az utolsó három versenyt kihagyta.                                                                  |
| Red Bull Cheever Racing    | Dallara | Nissan    | 53 | Max Papis         | Red Bull                                 | Csak Indianapolisban indult.                                                                        |
| Hemelgarn Racing           | Dallara | Chevrolet | 91 | Buddy Lazier      | Coors Light                              | |

## Versenyek

### Grand Prix of Miami
A versenyt március 2-án, a Homestead-Miami Speedwayen rendezték. Sam Hornish Jr. nyerte az időmérőt.
Az első tíz helyezett:
1. 4- Sam Hornish Jr.
2. 6- Gil de Ferran
3. 3- Hélio Castroneves
4. 9- Jeff Ward
5. 11- Eliseo Salazar
6. 52- Tomas Scheckter
7. 21- Felipe Giaffone
8. 44- Alex Barron
9. 99- Anthony Lazzaro
10. 14- Airton Daré

### Bombardier ATV 200
A futamra március 17-én került sor a Phoenix International Racewayen. Hélio Castroneves indulhatott az élről.
Az első tíz helyezett
1. 3- Hélio Castroneves
2. 6- Gil de Ferran
3. 4- Sam Hornish Jr.
4. 11- Eliseo Salazar
5. 7- Al Unser Jr.
6. 2- Jaques Lazier
7. 91- Buddy Lazier
8. 98- Billy Boat
9. 55- Rick Treadway
10. 20- Noda Hideki

### Yamaha Indy 400
A nagydíjat március 24-én a California Speedwayen rendezték. Eddie Cheever végzett az élen a kvalifikáción.
Az első tíz helyezett:
1. 4- Sam Hornish Jr.
2. 2- Jaques Lazier
3. 34- Laurent Rédon
4. 6- Gil de Ferran
5. 3- Hélio Castroneves
6. 21- Felipe Giaffone
7. 91- Buddy Lazier
8. 8- Scott Sharp
9. 19- Jimmy Vasser
10. 9- Jeff Ward

### Firestone Indy 225
A Nazareth Speedwayen április 21-én rendezték a Firestone Indy 225-öt. Gil de Ferran indult az első helyről.
Az első tíz helyezett:
1. 8- Scott Sharp
2. 21- Felipe Giaffone
3. 6- Gil de Ferran
4. 24- Sarah Fisher
5. 3- Hélio Castroneves
6. 44- Alex Barron
7. 51- Eddie Cheever
8. 98- Billy Boat
9. 99- Anthony Lazzaro
10. 12- Hattori Sigeaki

### 86th Indianapolis 500
A versenyre május 26-án került sor az Indianapolis Motor Speedwayen. Bruno Junqueira nyerte az időmérőt. A versenyt sárga zászló alatt fejezték be, viszont pont a zászló első lengetése idején Paul Tracy megelőzte Hélio Castronevest. A versenybírák végül úgy döntöttek, hogy a manőver már a sárga lengetése után történt.
Az első tíz helyezett:
1. 3- Hélio Castroneves
2. 26- Paul Tracy
3. 21- Felipe Giaffone
4. 44- Alex Barron
5. 51- Eddie Cheever
6. 20- Richie Hearn
7. 39- Michael Andretti
8. 31- Robby Gordon
9. 9- Jeff Ward
10. 6- Gil de Ferran

### Boomtown 500
A Boomtown 500-at június 8-án rendezték Texasban. Tomas Scheckter indulhatott az élről.
Az első tíz helyezett:
1. 9- Jeff Ward
2. 7- Al Unser Jr.
3. 14- Airton Daré
4. 3- Hélio Castroneves
5. 21- Felipe Giaffone
6. 12- Shigeaki Hattori
7. 98- Billy Boat
8. 91- Buddy Lazier
9. 99- Richie Hearn
10. 44- Alex Barron

### Radisson Indy 225
A Pikes Peak-i versenyre június 16-án került sor. A kvalifikációt Gil de Ferran nyerte.
Az első tíz helyezett:
1. 6- Gil de Ferran
2. 3- Hélio Castroneves
3. 4- Sam Hornish Jr.
4. 21- Felipe Giaffone
5. 8- Scott Sharp
6. 7- Al Unser Jr.
7. 34- Laurent Rédon
8. 51- Eddie Cheever
9. 14- Airton Daré
10. 44- Alex Barron

### SunTrust Indy Challenge
A SunTrust Indy Challenge a Richmond International Racewayen zajlott június 29-én. Ismét Gil de Ferran indulhatott az élről.
Az első tíz helyezett:
1. 4- Sam Hornish Jr.
2. 6- Gil de Ferran
3. 21- Felipe Giaffone
4. 52- Tomas Scheckter
5. 7- Al Unser Jr.
6. 14- Airton Daré
7. 20- Richie Hearn
8. 9- Jeff Ward
9. 54- Robby McGehee
10. 44- Alex Barron

### Ameristar Casino Indy 200
A futamot július hetedikén rendezték a Kansas Speedwayen. Tomas Scheckter rajtolhatott az első helyről.
Az első tíz helyezett:
1. 14- Airton Daré
2. 4- Sam Hornish Jr.
3. 3- Hélio Castroneves
4. 21- Felipe Giaffone
5. 6- Gil de Ferran
6. 8- Scott Sharp
7. 91- Buddy Lazier
8. 44-Alex Barron
9. 98- Billy Boat
10. 20- Richie Hearn

### Firestone Indy 200
A Nashville-i versenyre július 22-én került sor. Billy Boat nyerte az időmérőt.
Az első tíz helyezett:
1. 44- Alex Barron
2. 6- Gil de Ferran
3. 4- Sam Hornish Jr.
4. 20- Richie Hearn
5. 12- Raul Boesel
6. 51- Eddie Cheever
7. 21- Felipe Giaffone
8. 8- Scott Sharp
9. 3- Hélio Castroneves
10. 7- Tony Renna

### Michigan Indy 400
A Michigan International Speedwayen július 28-án rendezték versenyt. Tomas Scheckter indulhatott az élről.
Az első tíz helyezett:
1. 52- Tomas Scheckter
2. 53- Buddy Rice
3. 21- Felipe Giaffone
4. 7- Tony Renna
5. 6- Gil de Ferran
6. 3- Hélio Castroneves
7. 4- Sam Hornish Jr.
8. 23- Sarah Fisher
9. 8- Scott Sharp
10. 20- Richie Hearn

### Belterra Casino Indy 300
A Kentucky Speedwayen rendezett, augusztus 11-i versenyen Sarah Fisher indulhatott az élről. Ez volt az első pole-pozíció, amelyet nő szerzett komoly autósport-sorozatban.
Az első tíz helyezett:
1. 21- Felipe Giaffone
2. 4- Sam Hornish Jr.
3. 91- Buddy Lazier
4. 8- Scott Sharp
5. 3- Hélio Castroneves
6. 7- Al Unser Jr.
7. 78- Tony Renna
8. 23- Sarah Fisher
9. 44- Alex Barron
10. 24- Robbie Buhl

### Gateway Indy 250
Augusztus 25-én a Gateway International Racewayre látogattak a versenyzők. Gil de Ferran nyerte a kvalifikációt.
Az első tíz helyezett:
1. 6- Gil de Ferran
2. 3- Hélio Castroneves
3. 44- Alex Barron
4. 52- Buddy Rice
5. 4- Sam Hornish Jr.
6. 24- Robbie Buhl
7. 7- Al Unser Jr.
8. 12- Raul Boesel
9. 2- Vitor Meira
10. 51- Eddie Cheever

### Delphi Indy 300
Szeptember 8-án a Chicagoland Speedwayen rendeztek versenyt. Sam Hornish Jr. indulhatott az első helyről.
Az első tíz helyezett:
1. 4- Sam Hornish Jr.
2. 7- Al Unser Jr.
3. 91- Buddy Lazier
4. 3- Hélio Castroneves
5. 51- Eddie Cheever
6. 21- Felipe Giaffone
7. 8- Scott Sharp
8. 2- Vitor Meira
9. 52- Buddy Rice
10. 15- Dan Wheldon

### Chevy 500
A szezonzáró szeptember 15-én a Texas Motor Speedwayen zajlott. Vitor Meira nyerte az időmérőt.
Az első tíz helyezett:
1. 4- Sam Hornish Jr.
2. 3- Hélio Castroneves
3. 2- Vitor Meira
4. 8- Scott Sharp
5. 44- Alex Barron
6. 52- Buddy Rice
7. 91- Buddy Lazier
8. 51- Eddie Cheever
9. 78- Tony Renna
10. 34- Laurent Rédon

## A bajnokság végeredménye
| Poz. | Versenyző         | HOM | PHX | CAL | NAZ | INDY | TXS | PIK | RIR | KAN | NSH | MIS | KTY | GAT | CHI | TXS | Pont |
| ---- | ----------------- | --- | --- | --- | --- | ---- | --- | --- | --- | --- | --- | --- | --- | --- | --- | --- | ---- |
| 1    | Sam Hornish Jr.   | 1*  | 3*  | 1*  | 17  | 25   | 18  | 3   | 1   | 2   | 3*  | 7   | 2   | 5   | 1*  | 1   | 531  |
| 2    | Hélio Castroneves | 3   | 1   | 5   | 5   | 1    | 4   | 2   | 17  | 3   | 9   | 6   | 5   | 2*  | 4   | 2*  | 511  |
| 3    | Gil de Ferran     | 2   | 2   | 4   | 3*  | 10   | 16  | 1*  | 2*  | 5   | 2   | 5   | 21  | 1   | 23  |     | 443  |
| 4    | Felipe Giaffone   | 7   | 19  | 6   | 2   | 3    | 5   | 4   | 3   | 4   | 7   | 3   | 1*  | 21  | 6   | 17  | 432  |
| 5    | Alex Barron       | 8   | 23  | 12  | 6   | 4    | 10  | 10  | 10  | 8   | 1   | 12  | 9   | 3   | 12  | 5   | 366  |
| 6    | Scott Sharp       | 20  | 16  | 8   | 1   | 27   | 14  | 5   | 21  | 6   | 8   | 9   | 4   | 18  | 7   | 4   | 332  |
| 7    | Al Unser Jr.      | 19  | 5   | 11  | 12  | 12   | 2   | 6   | 5   | 17  |     |     | 6   | 7   | 2   | 20  | 311  |
| 8    | Buddy Lazier      | 22  | 7   | 7   | 23  | 15   | 8   | 15  | 18  | 7   | 12  | 13  | 3   | 15  | 3   | 7   | 305  |
| 9    | Airton Daré       | 10  | 12  | 13  | 11  | 13   | 3   | 9   | 6   | 1   | 17  | 23  | 23  | 11  | 16  | 12  | 304  |
| 10   | Eddie Cheever     | 25  | 15  | 20  | 7   | 5    | 19  | 8   | 14  | 16  | 6   | 22  | 11  | 10  | 5   | 8   | 280  |
| 11   | Jeff Ward         | 4   | 18  | 10  | 19  | 9    | 1   | 20  | 8   | 12  | 11  | 25  | 16  | 13  | 21  | 25  | 268  |
| 12   | Laurent Rédon     | 15  | 14  | 3   | 15  | 22   | 15  | 7   | 15  | 22  | 16  | 11  | 20  | 22  | 25  | 10  | 229  |
| 13   | Billy Boat        | 16  | 8   | 18  | 8   | 18   | 7   | 14  | 22  | 9   | 14  | 14  | 19  | 23  | 19  | 24  | 225  |
| 14   | Tomas Scheckter   | 6   | 24  | 24  | 21  | 26*  | 17* | 16  | 4   | 15* | 13  | 1*  | 22  | Wth |     |     | 210  |
| 15   | Richie Hearn      |     |     | 14  | 14  | 6    | 9   | 12  | 7   | 10  | 4   | 10  | 24  |     |     |     | 204  |
| 16   | George Mack       | 13  | 20  | 16  | 18  | 17   | 21  | 13  | 20  | 18  | 15  | 20  | 17  | 16  | 14  | 28  | 184  |
| 17   | Robbie Buhl       | 12  | 13  | DNS |     | 16   | 20  | 23  | 13  | 21  | 21  | 24  | 10  | 6   | 20  | 18  | 177  |
| 18   | Sarah Fisher      |     |     |     | 4   | 24   |     |     | 16  | 14  | 22  | 8   | 8   | 20  | 22  | 11  | 161  |
| 19   | Raul Boesel       |     |     |     |     | 21   | 13  |     |     | 11  | 5   | 15  | 13  | 8   | 11  | 22  | 158  |
| 20   | Eliseo Salazar    | 5   | 4   | 15  |     |      |     |     |     |     | 19  | 19  | 14  | 14  | 18  | 16  | 157  |
| 21   | Robby McGehee     | 14  | 21  | 17  | 13  | DNQ  |     | 17  | 9   | 13  |     |     |     | 12  |     | 13  | 142  |
| 22   | Buddy Rice        |     |     |     |     |      |     |     |     |     |     | 2   | 12  | 4   | 9   | 6   | 140  |
| 23   | Greg Ray          |     |     |     |     | 33   | 12  | 18  | 12  | 19  | 20  | 17  | 25  | 19  | 17  | 14  | 128  |
| 24   | Tony Renna        |     |     |     |     |      |     |     |     |     | 10  | 4   | 7   | 24  | 15  | 9   | 121  |
| 25   | Vitor Meira       |     |     |     |     |      |     |     |     |     |     |     | 15  | 9   | 8   | 3   | 96   |
| 26   | Jaques Lazier     | 18  | 6   | 2   | 20  |      |     |     |     |     |     |     |     |     |     |     | 90   |
| 27   | Hattori Sigeaki   |     | 25  | 26  | 10  | 20   | 6   | 19  |     |     |     |     |     |     |     |     | 78   |
| 28   | Rick Treadway     | 24  | 9   | 22  | 16  | 29   | 23  |     |     | 23  |     |     |     |     |     | 19  | 76   |
| 29   | Mark Dismore      |     |     |     |     | 32   |     | 11  | 11  | 20  | 18  | 18  |     |     |     |     | 73   |
| 30   | Anthony Lazzaro   | 9   | 17  |     | 9   | DNQ  |     | 22  |     |     |     |     |     | DNS |     |     | 70   |
| 31   | Jon Herb          | DNS | 11  | 19  | 22  | DNQ  | 22  | 21  | 19  |     |     |     |     |     |     |     | 70   |
| 32   | Noda Hideki       | 23  | 10  | 25  |     |      |     |     |     |     |     |     |     | 17  | 24  | 25  | 54   |
| 33   | John de Vries     | 17  | 22  | 23  | Wth | DNQ  | 11  |     |     |     |     |     |     |     |     |     | 53   |
| 34   | Paul Tracy        |     |     |     |     | 2    |     |     |     |     |     |     |     |     |     |     | 40   |
| 35   | Will Langhorne    |     |     |     |     |      |     |     |     |     |     |     | 18  |     | 13  | 23  | 36   |
| 36   | Dan Wheldon       |     |     |     |     |      |     |     |     |     |     |     |     |     | 10  | 15  | 35   |
| 37   | Arie Luyendyk     |     |     |     |     | 14   |     |     |     |     |     | 16  |     |     |     |     | 30   |
| 38   | Michael Andretti  |     |     |     |     | 7    |     |     |     |     |     |     |     |     |     |     | 26   |
| 39   | Robby Gordon      |     |     |     |     | 8    |     |     |     |     |     |     |     |     |     |     | 24   |
| 40   | Jimmy Vasser      |     |     | 9   |     | 30   |     |     |     |     |     |     |     |     |     |     | 23   |
| 41   | Tyce Carlson      | 11  | DNS |     |     |      |     |     |     |     |     |     |     |     |     |     | 23   |
| 42   | Kenny Bräck       |     |     |     |     | 11   |     |     |     |     |     |     |     |     |     |     | 19   |
| 43   | Max Papis         |     |     |     |     | 23   |     |     |     |     |     |     |     |     |     | 21  | 16   |
| 44   | Dario Franchitti  |     |     |     |     | 19   |     |     |     |     |     |     |     |     |     |     | 11   |
| 45   | Billy Roe         | 21  |     |     |     | DNQ  |     |     |     |     |     |     |     |     |     |     | 9    |
| 46   | Memo Gidley       |     |     | 21  |     | DNQ  |     |     |     |     |     |     |     |     |     |     | 9    |
| 47   | Scott Harrington  |     |     |     |     | DNQ  |     |     |     |     |     | 21  |     |     |     |     | 9    |
| 48   | Cory Kruseman     |     |     |     |     |      |     |     |     |     |     |     |     |     | DNP | 26  | 4    |
| 49   | Jeret Schroeder   |     |     | 27  |     |      |     |     |     |     |     |     |     |     |     |     | 3    |
| 50   | Tony Kanaan       |     |     |     |     | 28   |     |     |     |     |     |     |     |     |     |     | 2    |
| 51   | Bruno Junqueira   |     |     |     |     | 31   |     |     |     |     |     |     |     |     |     |     | 1    |
| -    | Donnie Beechler   | DNS |     |     |     | DNQ  |     |     |     |     |     |     |     |     |     |     | 0    |
| -    | Johnny Herbert    |     |     |     |     | DNQ  |     |     |     |     |     |     |     |     |     |     | 0    |
| -    | Davy Jones        |     |     |     |     | DNQ  |     |     |     |     |     |     |     |     |     |     | 0    |
| -    | P. J. Jones       |     |     |     |     | DNQ  |     |     |     |     |     |     |     |     |     |     | 0    |
| -    | Jimmy Kite        |     |     |     |     | DNQ  |     |     |     |     |     |     |     |     |     |     | 0    |
| -    | Oriol Servià      |     |     |     |     | DNQ  |     |     |     |     |     |     |     |     |     |     | 0    |
| -    | Scott Mayer       |     |     |     |     |      |     |     |     |     |     |     |     |     | DNQ |     | 0    |
| Poz. | Versenyző         | HOM | PHX | CAL | NAZ | INDY | TXS | PIK | RIR | KAN | NSH | MIS | KTY | GAT | CHI | TXS | Pont |

| Szín       | Eredmény                        |
| ---------- | ------------------------------- |
| arany      | győztes                         |
| ezüst      | második                         |
| bronz      | harmadik                        |
| zöld       | negyedik, ötödik                |
| világoskék | 6–10. hely                      |
| sötétkék   | top 10-en kívül                 |
| lila       | kiesett (Ret)                   |
| piros      | nem kvalifikálta magát (DNQ)    |
| barna      | visszalépett (Wth)              |
| fekete     | kizárva (DSQ)                   |
| fehér      | nem indult (DNS)                |
| üres       | nem indult el a versenyen (DNP) |
| üres       | nem vett részt                  |

| Jelmagyarázat        |                                   |
| félkövér             | pole-pozíció                      |
| dőlt                 | leggyorsabb kör                   |
| *                    | legtöbb élen töltött kör (2 pont) |
| az év legjobb újonca |                                   |
| újonc                |                                   |

| Szín       | Eredmény                        |
| ---------- | ------------------------------- |
| arany      | győztes                         |
| ezüst      | második                         |
| bronz      | harmadik                        |
| zöld       | negyedik, ötödik                |
| világoskék | 6–10. hely                      |
| sötétkék   | top 10-en kívül                 |
| lila       | kiesett (Ret)                   |
| piros      | nem kvalifikálta magát (DNQ)    |
| barna      | visszalépett (Wth)              |
| fekete     | kizárva (DSQ)                   |
| fehér      | nem indult (DNS)                |
| üres       | nem indult el a versenyen (DNP) |
| üres       | nem vett részt                  |

| Jelmagyarázat        |                                   |
| félkövér             | pole-pozíció                      |
| dőlt                 | leggyorsabb kör                   |
| *                    | legtöbb élen töltött kör (2 pont) |
| az év legjobb újonca |                                   |
| újonc                |                                   |

A pontozás a következőképpen alakult minden versenyen:
| Pozíció | 1  | 2  | 3  | 4  | 5  | 6  | 7  | 8  | 9  | 10 | 11 | 12 | 13 | 14 | 15 | 16 | 17 | 18 | 19 | 20 | 21 | 22 | 23 | 24 | 25 | 26 | 27 | 28 | 29 | 30 | 31 | 32 | 33 |
| ------- | -- | -- | -- | -- | -- | -- | -- | -- | -- | -- | -- | -- | -- | -- | -- | -- | -- | -- | -- | -- | -- | -- | -- | -- | -- | -- | -- | -- | -- | -- | -- | -- | -- |
| Pont    | 50 | 40 | 35 | 32 | 30 | 28 | 26 | 24 | 22 | 20 | 19 | 18 | 17 | 16 | 15 | 14 | 13 | 12 | 11 | 10 | 9  | 8  | 7  | 6  | 5  | 4  | 3  | 2  | 1  | 1  | 1  | 1  | 1  |

## Lásd még
- 2002-es indianapolisi 500
- 2002-es CART szezon